# Raúl Albiol
Raúl Albiol Tortajada (født 4. september 1985 i Vilamarxant, Spanien) er en spansk fodboldspiller, der spiller som midterforsvarer hos Serie A-klubben Napoli. Han kom til klubben i 2013 fra Real Madrid. Derudover har han spillet for Valencia, og en enkelt sæson på lejebasis hos Getafe CF.

## Landshold
Albiol står (pr. 20. november 2013) noteret for 44 kampe for Spaniens landshold, som han debuterede for den 13. oktober 2007 i en EM-kvalifikationskamp mod Danmark i Århus. Efterfølgende blev han udtaget til truppen til EM i 2008, hvor han var med til at sikre holdet europamesterskabet. Han deltog også ved Confederations Cup 2009 og VM i 2010.

## Titler
Copa del Rey
- 2008 med Valencia CF

EM
- 2008 og 2012 med Spanien

VM
- 2010 med Spanien